# Obliczeniowa moc szczytowa
Obliczeniowa moc szczytowa – moc zapotrzebowana określana zwykle dla wewnętrznej linii zasilającej lub całego budynku mieszkalnego. Termin wynika z tradycyjnego nazewnictwa stosowanego w krajowej praktyce projektowej. 

## Sposoby wyznaczania
Moc zapotrzebowana dla pojedynczego mieszkania w podstawowym standardzie wyposażenia w sprzęt elektrotechniczny należy przyjmować w następujący sposób:
- 12,5 kVA, dla mieszkań posiadających zaopatrzenie w ciepłą wodę z zewnętrznej, centralnej sieci grzewczej,
- 30 kVA, dla mieszkań nieposiadających zaopatrzenia w ciepłą wodę z zewnętrznej sieci, centralnej sieci grzewczej.